# Municipio de Bolyárovo
El municipio de Bolyárovo (búlgaro: Община Болярово) es un municipio búlgaro perteneciente a la provincia de Yámbol.
En 2011 tiene 4160 habitantes. Su capital es Bolyárovo, donde vive la tercera parte de la población municipal.
Se ubica en la esquina suroriental de la provincia, en la frontera con Turquía.

## Pueblos
Junto con la capital municipal Bolyárovo, forman parte del municipio 19 pueblos:
| - Shárkovo - Dábovo - Dénnitsa - Golyamo Krúchevo - Gorska Polyana - Iglika - Kamen Vrakh - Kráinovo - Malko Shárkovo | - Mamárchevo - Omán - Pópovo - Rúzhintsa - Sítovo - Stefan Karadjovo - Strandzha - Valchi Ízvor - Voden - Zlatínitsa |